# Visconde de Paço de Arcos
Visconde de Paço de Arcos é um título nobiliárquico criado por D. Luís I de Portugal, por Decreto de 23 de Janeiro de 1874, em favor de Carlos Eugénio Correia da Silva, depois 1.º Conde de Paço de Arcos.
Titulares
1. Carlos Eugénio Correia da Silva, 1.º Visconde e 1.º Conde de Paço de Arcos.